# Ганнон I Великий
Ганнон І Великий (*фінік. 𐤇‬𐤍‬𐤀) — карфагенський полководець і державний діяч IV ст. до н. е.. Римський історик Юстин у своїх працях Ганнона І Великого називає «принцепсом Карфагену».
За статками Ганнона вважали одним із найзаможніших людей Карфагена. Проте спільної мови з олігархією він не знайшов. Можливо тому, що прагнув одноосібної влади. І заради цього був готовий використовувати навіть найекзотичніші засоби. Так, за повідомленням Клавдія Еліана Ганнон придбав безліч співочих птахів, яких тримав у своєму домі і змушував повторювати своє ім'я та гасла на кшталт «Ганнон — бог». Проте відпущені на волю птахи-агітатори одразу ж забули «науку» і повернулися до звичних співів.
Але Ганнон руки не склав і зосередився на підтримці напівтаємних чоловічих союзів або братств — так званих мізра. Серед їхніх членів були й вояки, колишні і чинні, які з ностальгією згадували часи Магонідів, коли карфагенці здобували численні перемоги над греками. Завдяки своїй щедрості Ганнон швидко став для мізра «своїм», а члени братств охоче агітували за нього як за майбутнього командувача, здатного взяти реванш і здолати таки ненависних греків. Не меншу щедрість Ганнон виявляв і до пересічних карфагенців. І вони віддячували йому взаємністю.
Зрештою, наприкінці 70-х рр. IV ст. до н. е. народ домігся обрання Ганнона головнокомандувачем (рабімаханатом) і початку нової війни з Сиракузами. Щоправда, суфет Сун'ятон звинувачував його у неквапливості і лінощах. Ганнону це, звісно, не подобалося, він скаржився на те, що Сун'ятон обмежує свободу його дій і цим допомагає ворогу.
Військове щастя спочатку і справді було на боці сиракузців. Сиракузький тиран Діонісій захопив Селінунт і взяв в облогу Лілібей, який після знищення греками Мотії став головною карфагенською базою на острові. Ганнон зрештою відмовився узгоджувати кожен свій крок із Сун'ятоном, у 367 до н. е. на чолі флоту у 200 кораблів атакував греків під Ерікою і здобув блискучу перемогу.
Заскочений Діонісій невдовзі помер. А син тирана поквапився укласти з карфагенцями мир на умовах відновлення статус-кво і кордону по річці Галик.
Ганнон повернувся до Карфагена як переможець і одразу ж звинуватив свого головного опонента Сун'ятона у державній зраді. Мовляв, із заздрощів до талантів і популярності Ганнона той вирішив цілком добровільно відкрити військові таємниці ворогу. І надсилав Діонісію листи, в яких повідомляв про плани пересування військ та ведення кампанії проти сиракузців. Члени адіри не хотіли бути запідозреними в співучасті в змові і співпраці з ворогом — тому проголосували за арешт та страту суфета.
А карфагенські народні збори за ініціативою якихось патріотично налаштованих ораторів, а може й самого Ганнона, ухвалили закон, за яким карфагенцям заборонили вчити грецьку мову. Автори, мабуть, були впевнені, що знайшли справжню «протиотруту проти шпигунства» — адже позбавили потенційних зрадників можливості повідомити ворогу державні таємниці зрозумілими для нього словами. Втім, закон цей залишився лише побажанням і реально не діяв.
Патріотичне піднесення вже зробило Ганнона найвпливовішою людиною в державі. Як головнокомандувач, він вже невдовзі вирушив у нові походи — і відзначився перемогами в Африці та Іспанії, за які й отримав прізвисько Великий.
Коли в Сиракузах спалахнула громадянська війна, Ганнон знову вирушив до Сицилії. Сиракузяни змушені були звернутися за допомогою до своєї метрополії — Коринфа, який надіслав військо під командуванням вправного, хоча й знеславленого братовбивством воєначальника, славетного Тімолеонта. Той завдав карфагенянам дошкульних ударів. І адіра, яка тільки й чекала нагоди, щоб помститися народному ватажку, відкликала Ганнона на батьківщину. Командування передали Магону. але й він зазнав поразки і змушений був відступити від Сиракуз.
Ганнон був ображений і обурений. І вирішив помститися адірі та вбити усіх її членів. Для цього він запросив їх до себе до додому на весілля доньки. Проте його план був викритий. Тоді колишній командувач втік з міста до свого маєтку, де на власні кошти озброїв 20 тисяч рабів. Але повстання було швидко придушено. Від вчорашнього улюбленця відвернувся і простолюд, який побачив що за «народолюбством» і «патріотизмом» ховається лише нестримне прагнення влади. Ганнона схопили і жорстоко стратили — разом з більшістю родичів — як державного зрадника, що прагнув до тиранії.